# Taco van den Honert (botanicus)

Taco van den Honert in Nederlands Indië

Taco Hajo van den Honert (Baarn, 3 juni 1899 - Leiden, 10 mei 1959) was een Nederlandse botanicus.
Taco Hajo van den Honert was de zoon van de voormalige luitenant-ter-zee en later industrieel directeur in Amsterdam Derk Jacob van den Honert (1863-1929) en Clara Elisabeth Janssen (1875-1950).
Van den Honert ging naar het gymnasium in Zutphen en voltooide zijn militaire dienst bij de militaire school in Ede. In 1919 begon hij aan de Universiteit van Utrecht met de studie Plantkunde en Zoölogie. In 1922 voltooide hij zijn kandidaatsexamen, en werkte daarna een tijd als assistent van Hugo Frederik Nierstrasz en van Hermann Jacques Jordan en behaalde in 1926 zijn doctoraat in de zoölogie. Op 13 juni 1928 promoveerde hij met het onderwerp Koolzuurassimilatie en beperkende factoren onder Friedrich Went (1863-1935). Om de fotosynthese te kunnen meten ontwierp hij gevoelige apparatuur.

## Nederlands Indië
In hetzelfde jaar van zijn promotie verhuisde Van den Honert naar Nederlands-Indië, waar hij werkte in een teststation voor de suikerindustrie in Java in Pasuruan. In 1935 werd Van den Honert lid van de Nationale Wetenschapsraad van Nederlands-Indië en vanaf 1937 werkte hij in de Botanische Tuin in Bogor, waar hij het Treub Laboratorium leidde. Hier ontdekte hij dat de Kalimati-ziekte bij suikerriet veroorzaakt door ferro-ionen. Van 1940 tot 1942 nam hij de leiding over de botanische tuin, werd gevangen genomen na de Japanse overval en bleef in Cimahi, Singapore en Siam totdat de gevechten eindigden. Na zijn vrijlating keerde hij terug naar Nederland, waar hij aan de Universiteit van Leiden op 27 december 1945 werd benoemd tot hoogleraar in de Plantkunde. Daartoe hield hij op 5 juli 1946, de inleidende toespraak Ketenprocessen in de levende plant en werd daarna hoofd van de Hortus botanicus Leiden. In 1951 werd hij lid van de Koninklijke Nederlandse Akademie van Wetenschappen.
Van den Honert richtte zich op de fysiologie van planten, met name op de interacties van fotosynthese van planten in de lucht en in de bodem. Internationaal trok hij de aandacht op het gebied van ionenuitwisseling in planten en de bijbehorende waterbalans. In samenwerking met de stikstofmestindustrie en de Nationale Raad voor Landbouwkundig Onderzoek-T.N.O werd op zijn initiatief een speciaal laboratorium voor voedingsanalyse van planten opgezet. Hierdoor kreeg het Leidse laboratorium de beschikking kreeg over een kas met laboratorium, die geheel voor deze onderzoekingen zijn ingericht. Dit laboratorium werd in 1954 in de Hortus ingewijd. 
Van den Honert, die lid was van de Engelse Society for Experimental Biology, was tevens lid van de commissies van de Nederlandse chemische industrie voor stikstof- en potasbemesting in planten. Na een studiereis door de Verenigde Staten kwam hij ziek terug naar Nederland.

## Familie
Van den Honert trouwde op 21 juni 1928 in Utrecht met Elizabeth Revers (1900-1973). Zij was de dochter van Cornelis Revers (1862-1910) en Margaretha Voss (1869-1923). Uit dit huwelijk werden drie kinderen geboren. De dochter Margaretha van den Honert trouwde in december 1952 met Peter Ernst Sillem (1929-1964). De zoon Van den Honert met E.R. Kessler, uit dat huwelijk kwam de Nederlandse hockeyer en Olympische medaillewinnaar Taco van den Honert. Alexander van den Honert trouwde met W. Aalders.

## Werk
- Over de oorzaak van de zogenaamste Kalimatiziekte. 1931
- Onderzoekingen over de voedingsfysiologie van het suikerriet. 1932 & 1933, 2. Bde.
- On the mechanism of the transport of the organic materials in plants. 1932
- Eine Methode zur Bestimmung von ösmotischen Grössen mittels der Dampfspannung. 1935
- Experiments on the water household of tropical plants. 1941

- Biografisch Portaal: 57202976
- Gemeinsame Normdatei: 122593219
- International Standard Name Identifier: 0000 0000 2319 323X
- Nederlandse Thesaurus van Auteursnamen: 121708071
- Virtual International Authority File: 47647632
- WorldCat: E39PBJk94BQJvPDXkyBmBhVpyd